# Старая Кярьга
Старая Кярьга — деревня в Атюрьевском районе Республики Мордовия. Входит в состав Новочадовского сельского поселения.

## История
Впервые упоминается в 1614 году в «Книге письма и дозору Ивана Усова и Ильи Дубровского» В «Списке населённых мест Тамбовской губернии за 1866» Кярьга казенная деревня из 92 дворов входящая в состав Темниковского уезда.

## Население
| 2002 | 2010 |
| ---- | ---- |
| 33   | ↘13  |

Национальный состав
Согласно результатам Всероссийской переписи населения 2002 года, в национальной структуре населения мордва  составляла 97 %.